# Bradavičava žutenica
Bradavičava žutenica (hrapava žutenica, pustošna žutenica, kurje oko, lat. Crepis zacintha), jednogodišnja biljna vrsta iz roda dimak (Crepis), porodica glavočike. Rasprostranjena je po zemljama Mediterana i Krimu, a raste i u Hrvatskoj (Biokovo). Uvezena je i naturalizirana u Teksasu.
Zacintha je ime roda koji se na hrvatskom jeziku naziva žutenica, ali on danas nije priznat. Vrsta vrtna žutenica ili endivija pripada rodu Cichorium ili vodopijama